# Heinrich von St. Gallen (Theologe)

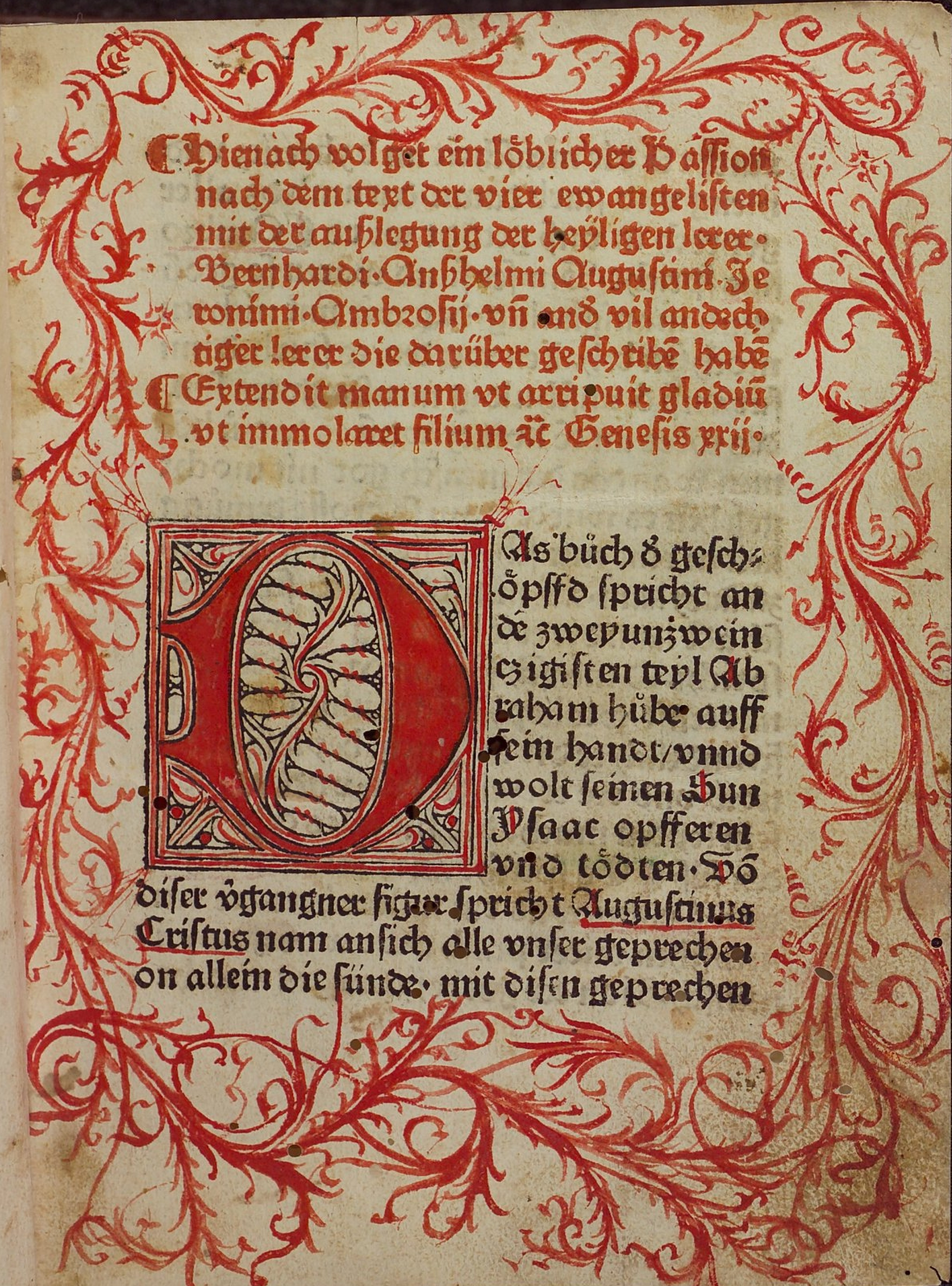
Inkunabel des Passionstraktats

Heinrich von St. Gallen (* wohl um 1350 in St. Gallen; † nach 1397) war ein deutscher Theologe und geistlicher Erbauungsschriftsteller.
Heinrich wurde 1371 in Prag zum Baccalaureus promoviert, 1373 zum Magister in artibus. Bis 1397 ist er – zuletzt als baccalaureus in theologia – in den Akten der Prager Universität belegt.
Die Zuschreibung deutschsprachiger Werke an Heinrich ist durchaus unsicher.

## Werke
- Predigtzyklus über die acht Seligkeiten
- Extendit manum-Passionstraktat, der bedeutendste spätmittelalterliche deutsche Passionstraktat (über 180 Handschriften)
- Hindernisse zu geistlicher Vollkommenheit
- Magnifikat-Auslegung
- Marienleben

## Ausgaben
- Jakub Šimek: Die 'Acht Seligkeiten' des Prager Predigers Heinrich von St. Gallen. (= Hermaea. Neue Folge 129) Berlin/Boston: De Gruyter 2011 urn:nbn:de:101:1-2016061833661 ISBN 978-3-11-028949-7